# Inês da França
Inês da França (em francês:  Agnes; 1171 — 1204) era filha de Luís VII de França e de sua terceira esposa, Adélia de Champanhe. Ela foi uma imperatriz-consorte bizantina, tendo sido esposa de dois imperadores, Aleixo II Comneno e Andrônico I Comneno, período no qual era conhecida como Ana de Bizâncio.

## Família
Seus avós paternos eram o rei Luís VI de França e Adelaide de Saboia, sua segunda esposa. Seus avós maternos eram Teobaldo IV de Blois e Matilde da Caríntia.
Inês era meia-irmã mais nova de Maria de Champanhe, imperatriz consorte do Império Latino como esposa de Balduíno I de Constantinopla; Alice de França, esposa do conde Teobaldo V de Blois; Margarida de França, que casou primeiro com o príncipe inglês Henrique, o Jovem, e foi rainha da Hungria e Croácia por seu segundo casamento com Bela II da Hungria, e Adela de França, condessa de Vexin. Além disso, era também irmã de Filipe II da França, por parte de mãe e pai.

## Noivado e casamento
No início de 1178, Filipe I da Flandres, visitou Constantinopla no caminho de volta da Terra Santa. O imperador bizantino Manuel I Comneno, que já tinha recebido Luís VII na capital imperial no Natal de 1147, durante a Segunda Cruzada, finalmente foi convencido por Filipe que a França seria um aliado desejável na Europa Ocidental. No inverno de 1178-1179, uma embaixada imperial, liderada pelo genovês Baldovino Guercio, acompanhou Filipe até a corte francesa para assegurar um contrato de noivado entre Inês e Aleixo, o filho único de Manuel com sua segunda esposa, Maria de Antioquia, e herdeiro aparente do Império Bizantino. Esta aliança - ou uma desta natureza - era defendida pelo papa Alexandre III já no início de 1171. Não era raro que, depois que um contrato de casamento fosse firmado, a princesa escolhida fosse levada para ser criada pela família de seu futuro marido e este foi o caso com Inês. Ela provavelmente jamais se encontrou com sua irmã mais velha Alys, que vivia no Reino da Inglaterra desde os nove anos, quando ela foi prometida ao futuro Ricardo I (embora o casamento jamais tenha se realizado). Inês embarcou para Montpellier com destino a Constantinopla na Páscoa de 1179. Em Gênova, mais 14 navios, liderados por Baldovino Guércio, se juntaram à flotilha.
Ao chegar na capital imperial no final do verão de 1179, Inês foi recebida por setenta das mais importantes senhoras da corte e grandes festas foram realizadas em sua homenagem. Ela foi também recebida com uma oração por Eustácio, o antigo mestre dos reitores e arcebispo de Tessalônica. É provável que Inês tenha sido presenteada com um magnífico volume de versos de boas-vindas, de autoria desconhecida, e conhecido como como Eisiterion.
De acordo com Guilherme de Tiro, Inês tinha oito anos de idade quando chegou e Aleixo, treze. Porém, Guilherme se enganou sobre a idade do noivo (que nascera em 14 de setembro de 1169)- tinha, portanto, dez anos - e  não há outra fonte para o ano do nascimento de Inês. Se ela de fato tinha oito, ainda necessitava de pelo menos mais três para se casar de acordo com os costumes da época. Porém, Guilherme, que estava presente à cerimônia, parece descrever o evento como um "completo" (matrimonii legibus ... copulare) e, nisto, ele foi seguido por outras fontes não-bizantinas e por muitos autores modernos.
A cerimônia se realizou no Salão Trulo do Grande Palácio em 2 de março de 1180. Inês foi oficialmente renomeada para "Ana" e se converteu à fé ortodoxa. Eustácio de Tessalônica compôs um discurso para celebrar a ocasião e cujo título que aparece no manuscrito é "Oração para as Celebrações Públicas do Noivado das Duas Crianças Reais". Esta cerimônia aconteceu aproximadamente um mês depois do casamento da meia-irmã de Aleixo, Maria Porfirogênita com Rainério de Monferrato celebrada pelo patriarca ecumênico de Constantinopla Teodósio I.

## Imperatriz
Em 24 de setembro de 1180, Manuel morreu e Aleixo o sucedeu como imperador. Ele era muito jovem para reinar sozinho e sua mãe, Maria de Antioquia, tinha mais influência nos assuntos de estado do que Aleixo ou Ana.
Em 1183, Maria foi afastada por uma nova eminência parda, Andrônico Comneno, um primo de primeiro grau de Manuel e conhecido por ter ambições imperiais. Acredita-se que ele tenha arranjado as mortes de Maria Porfirogênita e do marido, Rainério, por envenenamento. Ele certamente prendeu e, logo depois, executou Maria. Andrônico foi coroado coimperador com Aleixo e então, em outubro do mesmo ano, mandou estrangular Aleixo. Ana, agora com apenas doze anos, se casou com o novo imperador, que tinha aproximadamente sessenta e cinco anos.
Andrônico já havia se casado antes (não se sabe o nome de sua esposa) e manteve relações com duas sobrinhas (Eudóxia Comnena e Teodora Comnena) e com Filipa de Antioquia, filha de Constança de Antioquia com seu primeiro marido e consorte, Raimundo de Poitiers. Ela também era irmã de Maria de Antioquia e, portanto, tia materna de Aleixo. Andrônico teve dois filhos com sua primeira esposa e também um filho e uma filha com Teodora. Seu primogênito, Manuel Comneno também já era pai e seu filho seria o futuro imperador de Trebizonda Aleixo I.
Ana foi imperatriz-consorte por dois anos, até a deposição de Andrônico em setembro de 1185. Numa tentativa de escapar da revolta popular que acabou com o seu governo, Andrônico fugiu de Constantinopla com Ana e uma amante (conhecida apenas como Maraptike). Eles alcançara Chele, uma fortaleza na costa bitínia do Mar Negro, de onde tentaram embarcar para a Crimeia. Porém, por conta de ventos desfavoráveis, não conseguiram partir, Andrônico acabou capturado e teve que retornar para a capital, onde ele foi torturado em morto em 12 de setembro de 1185.

## Anos finais
Ana sobreviveu à queda de Andrônico e aparece na história novamente em 1193 no relato de um cronista ocidental que afirma que ela teria se tornado amante de Teodoro Branas, um líder militar que combatia na fronteira setentrional do Império Bizantino. A princípio, não eram casados.
Após o saque de Constantinopla em 1204, Inês ainda comandava respeito frente aos barões latinos por ter sido uma antiga imperatriz. De acordo com Roberto de Clari, ela tinha uma má reputação e só conseguia se comunicar com a ajuda de um intérprete, pois não dominava o francês. Na época, ela tinha trinta anos e havia passado a maior parte da vida na corte bizantina.
Ana e Teodoro finalmente se casaram a pedido do imperador latino Balduíno I de Constantinopla no verão de 1204. Teodoro Branas continuou a lutar pelo Império Latino e aparece pela última vez em 1219, muito depois da última menção histórica de Inês. Eles tiveram pelo menos uma filha, que se casou com Narjot de Toucy.
A data de sua morte aparece às vezes em genealogias modernas como sendo "1220" ou "depois de 1240", porém, nenhuma fonte primária para estas duas datas foi identificada até o momento.